# Asclerosibutia beardae
Asclerosibutia beardae es una especie de coleóptero de la familia Oedemeridae.

## Distribución geográfica
Habita en Kenia.